# Wilhelm Junker

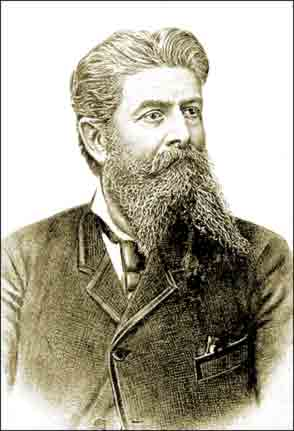
Wilhelm Junker

Wilhelm Junker (russisch Василий Васильевич Юнкер; * 25. Märzjul. / 6. April 1840greg. in Moskau; † 1. Februarjul. / 13. Februar 1892greg. in Sankt Petersburg) war ein deutsch-russischer Afrikaforscher.

## Herkunft
Junker wurde als Kind deutscher Eltern in Moskau geboren. Seine Großeltern Bernhard Heinrich Junker und Anna Margaretha Schmincke waren aus Göttingen nach Russland gekommen. Sein Vater Johann Wilhelm Junker (1797–1847) war dort Bankier. Seine Mutter war dessen Ehefrau Johanna Margarethe Schönheit verwitwete Werle (1812–1887) und stammte aus Egelsdorf in Thüringen. Sein Bruder Christian Ludwig Junker (1820–1887) war Großkaufmann in Moskau.

## Leben
Die Familie siedelte 1840 nach St. Petersburg, 1844 nach Göttingen über. 1847 starb der Vater. In der Zeit wurde er zunächst von Hauslehrern unterrichtet. 1851 kam er dann nach Wiesbaden und anschließend nach Lausanne in eine Erziehungsanstalt. Schon dort unternahm er Reisen in die Alpen und durch Mitteldeutschland. Mit seiner Mutter und seinen Geschwistern kehrte Wilhelm Junker 1855 nach St. Petersburg zurück. Er immatrikulierte sich 1860 in Dorpat und Göttingen, wo er durch die erste Prüfung durchfiel. Er ging darauf nach Prag, wo er beschloss, Forschungsreisender zu werden. Er ging zurück nach St. Petersburg, wo er sich auf sprachlichem und naturkundlichem Gebiet weiterbildete, um eine Expedition durchführen zu können. 1869 brach er über Kopenhagen nach Island auf. Er reiste dort von Reykjavík nach Akureyri, wobei er ornithologischen Studien betrieb. Doch sein Heimweh und die unvorhergesehenen Strapazen der Reise zwangen ihn schon nach wenigen Wochen zur Umkehr. Er kehrte nach Besuchen auf den Färöer und von Schottland heim. Er beschloss, sein Medizinstudium in Göttingen wieder aufzunehmen und promovierte dort erfolgreich. Um auch in Russland praktizieren zu dürfen, meldete er sich in Dorpat zu einer weiteren medizinischen Staatsprüfung an, die er jedoch nicht bestand. Er beschloss, sich nie mehr prüfen zu lassen, sondern sich besser zum Forschungsreisenden auszubilden.

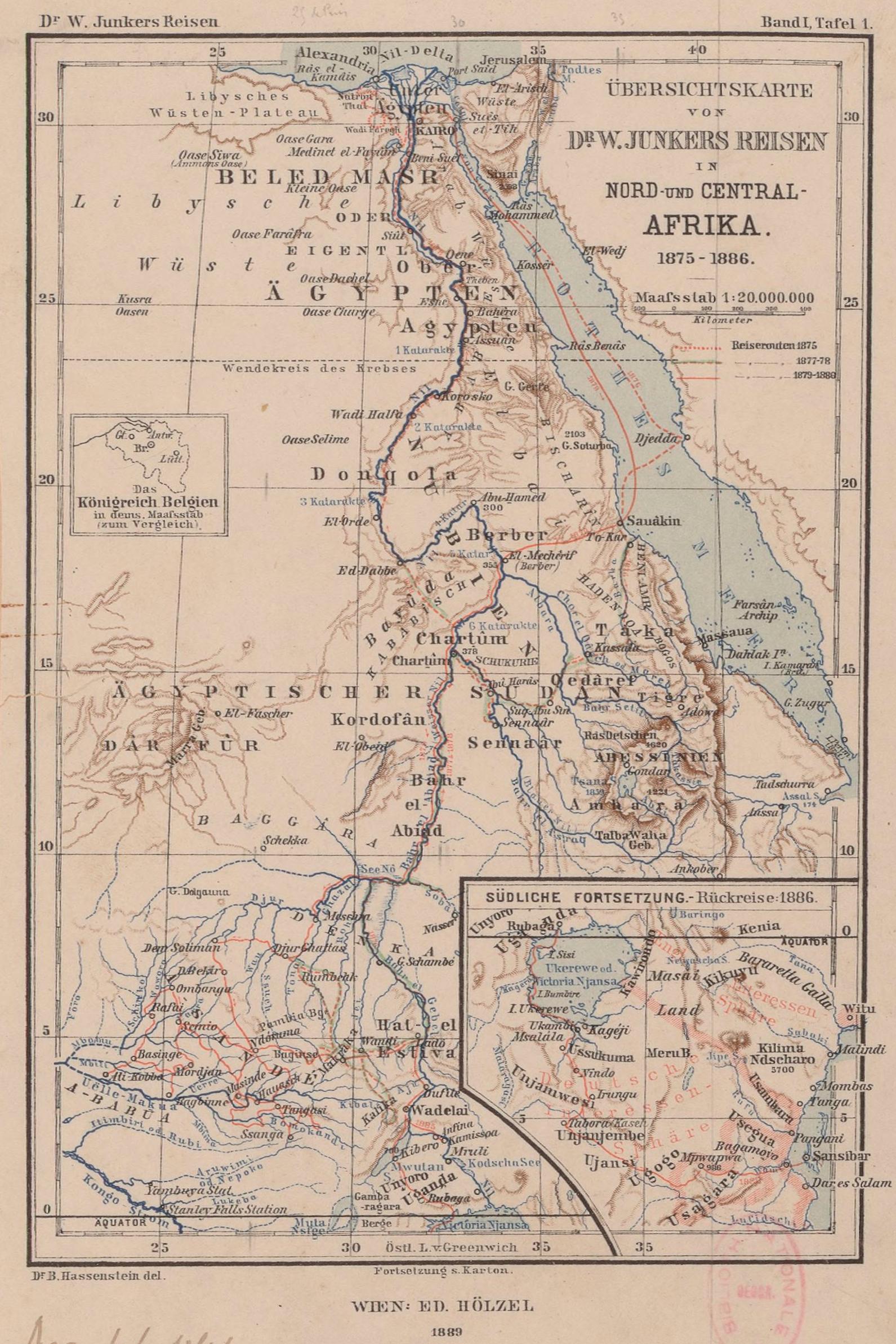
Übersichtskarte zu Junkers Reisen in Nord- und Zentralafrika in den Jahren von 1875 bis 1886.

Zwischen 1873 und 1874 bereiste Junker zunächst Italien, um sich an das Klima zu gewöhnen, und dann Nordafrika, wo er Tunis in Tunesien besuchte. Da die französischen Beamten ihn aber für einen deutschen Spion hielten, musste er 1874 zurückkehren, hatte aber nun die arabische Sprache sowie die Sitten und Gebräuche kennengelernt. August 1875 traf er auf dem internationalen Geographenkongress in Paris die Afrikaforscher Nachtigal, Rohlfs und Schweinfurth. Nachdem er sich seine Ausrüstung beschafft hatte, ging er im Oktober 1875 über Triest nach Alexandria, um im November und Dezember die Libysche Wüste zu erkunden. Er untersuchte die Qattara-Senke und die Oase Siwa. Er besuchte die Klöster im Natrontal, wo er alte Handschriften erwerben wollte, was ihm aber nicht gelang. Stattdessen erforschte er die elf kleinen Natronseen. Er marschierte dann bis Fayyum, von wo er den Zug nach Kairo nehmen konnte. Hier traf er mit Theodor von Heuglin und Georg Schweinfurth zusammen.
Im Februar 1876 ging er mit dem württembergischen Forstgehilfen Kopp mit dem Schiff von Suez nach Suakin nach Kassala (29. März) und Khartum (6. Mai). Der Gouverneur von Khartum, Ismail Pascha, verweigerte die geplante Weiterreise nach Kordofan und Darfur, daher schloss Junker sich dem Italiener Romolo Gessi an. Mit ihm befuhr er den Blauen Nil aufwärts bis Sennaar und den unteren Sobat bis Nasser. Er kehrte nach Khartum zurück, was er am 22. Oktober wieder verließ, um über den Weißen Nil zurückzukehren. Auf dem Weg traf er den neuen Gouverneur General Gordon, der ihn nun mit den nötigen Papieren ausstattete. Er ging dann nach Lado, das er am 17. November fieberkrank erreichte. Dort traf er auf Emin Pascha. Junker blieb dort zwei Monate, wo er die örtliche Sprache lernte, die Umgebung erkundete und eine wissenschaftliche Sammlung anlegte. Am 22. Januar 1877 ging er in westlicher Richtung bis nach Makaraka, wo er vom Februar 1877 bis zum März 1878 in Kabajendi blieb. Er erforschte das Gelände über den Fluss Tondj bis Wau und kehrte am 29. März 1878 nach Lado zurück, er zog weiter nach Khartum und reiste am 29. Juli nach Europa zurück, wo er Ende September Sankt Petersburg erreichte.
1879 unternahm er eine weitere Reise nach Afrika und erkundete das Gebiet der Niam-Niam (Sande) und der Monbuttu. Sein Begleiter Friedrich Bohndorff musste aus Krankheitsgründen 1882 die Rückreise antreten. Es gelang ihm, mit dem letzten Dampfer abzufahren, bevor die Truppen des Mahdi anrückten, um ihren Aufstand gegen den Khedive in Ägypten zu beginnen. Junker verfolgte seine Forschungsarbeiten alleine weiter.
Er erforschte den Uelle-Fluss bis zur Insel Mutenu (Februar 1883) und orientierte sich dann wieder Richtung Osten. Am 21. Januar 1884 erreichte er Lado am Weißen Nil und ging zu Emin Pascha, wo sich später auch der Kapitän Casati einfand. Von dieser Zeit an war jeder Verkehr nilabwärts nach Europa wegen des Mahdi-Aufstands abgeschnitten. So erfuhr er, dass seine Sammlungen, die er bereits vorausgeschickt hatte, verloren waren. Er fuhr im Januar 1885 den Bahr el Gebel aufwärts, musste aber nach zehn Monaten zurückkehren.
Der Versuch Gustav Adolf Fischers, mit einer Expedition von Sansibar aus den Forschungsreisenden Hilfe zu bringen und ihnen den Weg zur Ostküste zu öffnen, scheiterte vollständig.
Emin Pascha hatte sich in der Zwischenzeit nach Wadelai zurückgezogen. Am 2. Januar 1886 unternahm Junker einen zweiten Versuch und erreichte auf eigene Faust am 29. November 1886 die Küste bei Bagamoyo und 4. Dezember Sansibar, von wo er nach Europa zurückkehrte und im April 1887 Sankt Petersburg erreichte. Außer seinem Tagebuch hatte er nichts retten können, seine Sammlungen waren sämtlich verloren. Viele angesehene geographische Gesellschaften wollten ihn ehren und so machte er eine Rundreise durch Europa, die ihn von Sankt Petersburg nach Berlin, Wien, Paris, London, Edinburgh, Brüssel, Stockholm und in andere Hauptstädte führte. Ein Angebot des belgischen Königs Leopold, in Belgisch-Kongo ein leitendes Amt zu übernehmen, lehnte er ab.
Anschließend ging er nach Gotha, um seine Reisebeschreibungen in Justus Perthes’ Geographischer (Verlags)Anstalt Gotha zu veröffentlichen. Nach der Abschluss des Druckes im Oktober 1891 reiste er zu seinen Verwandten nach Russland. Dort erkrankte er im Haus seiner Schwester und starb am 13. Februar 1892 in Sankt Petersburg.

## Auszeichnungen und Preise (Auswahl)
- 1888: Carl-Ritter-Medaille

## Dedikationsnamen
Hermann Julius Kolbe nannte 1892 die Cicindela-Art aus dem Gebiet der Niam-Niam Cicindela junkeri, die er dem Verstorbenen widmete.

## Werke
- Dr. Wilhelm Junkers Reisen in Afrika, 1875–1886. Nach seinen Tagebüchern bearbeitet und herausgegeben von dem Reisenden. Drei Bände. Hölzel, Wien 1889–1891.
  - —, Richard Buchta (Mitarb.): 1875–1878. (Band 1). Hölzel, Wien 1889. – Volltext online
  - —, A. H. Keane (Übers.): Travels in Africa during the Years 1879–1883. (Band 2, englisch). Chapman & Hall, London 1891. – Volltext online
  - —, A. H. Keane (Übers.): Travels in Africa during the Years 1882–1886. (Band 3, englisch). Chapman & Hall, London 1892. – Volltext online